# Верхнешоношское сельское поселение
Верхнешо́ношское се́льское поселе́ние или муниципа́льное образова́ние «Верхнешо́ношское» — муниципальное образование  со статусом сельского поселения в Вельском муниципальном районе Архангельской области. 
Соответствует административно-территориальной единице в Вельском районе — Верхнешоношский сельсовет.
Административный центр — посёлок Комсомольский.

## География
Верхнешоношское сельское поселение располагается на северо-западе Вельского района. Крупнейшие реки: Шоноша, Пуя, Еменьга.
Граничит:
- на севере с муниципальным образованием «Тегринское»
- на северо-востоке с муниципальным образованием «Липовское»
- на востоке с муниципальным образованием «Хозьминское» и с муниципальным образованием «Шоношское»
- на западе с Коношским районом
- на северо-западе с Няндомским районом

## История
Верхнешоношский сельский совет был выделен из Устьшоношского поселкового совета 24 декабря 1968 года. В новый сельсовет вошли лесные посёлки: Комсомольский, Средний, Новый, Северный, Рябиновое, Тулма, Еменьга, Верхопуя, Тегро-Озеро, станция Юра, разъезд Козье. На момент образования сельсовета совокупная численность населения посёлков превышала 4 тысячи человек.
Муниципальное образование было образовано в 2006 году.
Ранее Верхопуйский сельсовет входил в состав Няндомского и Ровдинского районов.

## Население
| 2005 | 2010 | 2011 | 2012 | 2013 | 2014 | 2015 | 2016 | 2017 |
| ---- | ---- | ---- | ---- | ---- | ---- | ---- | ---- | ---- |
| 1611 | ↘777 | ↘773 | ↘718 | ↘659 | ↘618 | ↘577 | ↘536 | ↘508 |
| 2018 | 2019 | 2020 | 2021 | 2023 |      |      |      |      |
| ↘479 | ↘436 | ↘370 | ↘349 | ↘322 |      |      |      |      |

## Состав сельского поселения
| № | Населённый пункт | Тип населённого пункта          | Население |
| - | ---------------- | ------------------------------- | --------- |
| 1 | Еменьга          | посёлок                         | ↘60       |
| 2 | Козье            | разъезд                         | →0        |
| 3 | Комсомольский    | посёлок, административный центр | ↘949      |
| 4 | Средний          | посёлок                         | ↘98       |
| 5 | Тулма            | посёлок                         | ↘15       |
| 6 | Юра              | железнодорожная станция         | ↘22       |